# La Pouëze
La Pouëze és un municipi francès situat al departament de Maine i Loira i a la regió de País del Loira. L'any 2007 tenia 1.678 habitants.

## Demografia

### Població
El 2007 la població de fet de La Pouëze era de 1.678 persones. Hi havia 624 famílies de les quals 124 eren unipersonals (60 homes vivint sols i 64 dones vivint soles), 216 parelles sense fills, 256 parelles amb fills i 28 famílies monoparentals amb fills.
La població ha evolucionat segons el següent gràfic:
Habitants censats

### Habitatges
El 2007 hi havia 680 habitatges, 633 eren l'habitatge principal de la família, 12 eren segones residències i 35 estaven desocupats. 596 eren cases i 83 eren apartaments. Dels 633 habitatges principals, 435 estaven ocupats pels seus propietaris, 196 estaven llogats i ocupats pels llogaters i 2 estaven cedits a títol gratuït; 2 tenien una cambra, 41 en tenien dues, 89 en tenien tres, 151 en tenien quatre i 350 en tenien cinc o més. 526 habitatges disposaven pel capbaix d'una plaça de pàrquing. A 254 habitatges hi havia un automòbil i a 328 n'hi havia dos o més.

### Piràmide de població
La piràmide de població per edats i sexe el 2009 era:
| Homes | Edats   | Dones |
| ----- | ------- | ----- |
| 0     | 95 o +  | 0     |
| 0     | 90 a 94 | 0     |
| 4     | 85 a 89 | 8     |
| 8     | 80 a 84 | 12    |
| 12    | 75 a 79 | 32    |
| 36    | 70 a 74 | 32    |
| 28    | 65 a 69 | 28    |
| 28    | 60 a 64 | 40    |
| 16    | 55 a 59 | 24    |
| 36    | 50 a 54 | 32    |
| 64    | 45 a 49 | 36    |
| 56    | 40 a 44 | 52    |
| 60    | 35 a 39 | 56    |
| 52    | 30 a 34 | 60    |
| 64    | 25 a 29 | 56    |
| 52    | 20 a 24 | 40    |
| 56    | 15 a 19 | 52    |
| 40    | 10 a 14 | 36    |
| 84    | 5 a 9   | 36    |
| 44    | 0 a 4   | 48    |

## Economia
El 2007 la població en edat de treballar era de 1.022 persones, 825 eren actives i 197 eren inactives. De les 825 persones actives 780 estaven ocupades (436 homes i 344 dones) i 45 estaven aturades (13 homes i 32 dones). De les 197 persones inactives 67 estaven jubilades, 66 estaven estudiant i 64 estaven classificades com a «altres inactius».

### Ingressos
El 2009 a La Pouëze hi havia 642 unitats fiscals que integraven 1.727 persones, la mediana anual d'ingressos fiscals per persona era de 16.274 €.

### Activitats econòmiques
Dels 46 establiments que hi havia el 2007, 1 era d'una empresa extractiva, 1 d'una empresa alimentària, 4 d'empreses de fabricació d'altres productes industrials, 11 d'empreses de construcció, 7 d'empreses de comerç i reparació d'automòbils, 2 d'empreses d'hostatgeria i restauració, 1 d'una empresa financera, 1 d'una empresa immobiliària, 4 d'empreses de serveis, 5 d'entitats de l'administració pública i 9 d'empreses classificades com a «altres activitats de serveis».
Dels 14 establiments de servei als particulars que hi havia el 2009, 1 era un taller de reparació d'automòbils i de material agrícola, 2 guixaires pintors, 3 fusteries, 2 lampisteries, 2 electricistes, 2 perruqueries, 1 restaurant i 1 saló de bellesa.
Dels 4 establiments comercials que hi havia el 2009, 1 era una botiga de més de 120 m², 1 una fleca, 1 una sabateria i 1 una floristeria.
L'any 2000 a La Pouëze hi havia 47 explotacions agrícoles que ocupaven un total de 1.560 hectàrees.

## Equipaments sanitaris i escolars
L'únic equipament sanitari que hi havia el 2009 era una farmàcia.
El 2009 hi havia 1 escola maternal i 2 escoles elementals.

## Poblacions més properes
El següent diagrama mostra les poblacions més properes.